# Bert Olmstead
Murray Bert Olmstead (* 4. September 1926 in Sceptre, Saskatchewan; † 16. November 2015 in High River, Alberta) war ein kanadischer Eishockeyspieler (Linksaußen) und -trainer, der von 1948 bis 1962 für die Chicago Black Hawks, Canadiens de Montréal und Toronto Maple Leafs in der National Hockey League spielte.

## Karriere
Die Rechte für die NHL an ihm lagen bei den Canadiens de Montréal und diese schickten ihn zu den Kansas City Pla-Mors in der USHL. In der Saison 1948/49 wurde er an die Chicago Black Hawks abgegeben und schaffte auf Anhieb den Sprung in die NHL. Er stand in einer Reihe mit Metro Prystai und Bep Guidolin. Nach einer guten Saison 1949/50, in der er 20 Tore erzielte und sich als Stammspieler in der NHL festsetzte, wurde er im Dezember 1950 an die Detroit Red Wings abgegeben, die ihn vor seinem ersten Spiel bereits neun Tage später an die Montréal Canadiens abgaben.
Nachdem Toe Blake seine Karriere beendet hatte, übernahm er dessen Position in einer Reihe mit Elmer Lach und Maurice Richard. In seinen acht Jahren mit den Canadiens gewann er viermal den Stanley Cup. Er war kein großer Scorer, doch in der Saison 1955/56 bereitete er 56 Tore vor und stellte damit eine Bestleistung auf, die erst fünf Jahre später von Jean Béliveau, mit dem er auch in einer Sturmreihe gespielt hatte, übertroffen wurde. In einem Spiel brachte er es auf acht Punkte und stellte auch damit einen NHL-Rekord ein. Doch besonders schätzte man ihn für seine Führungsqualitäten. Nachdem die Ärzte der Canadiens nach der Saison 1957/58 den Zustand seiner Knie als kritisch eingestuft hatten, wechselte er zu den Toronto Maple Leafs.
Er half mit, dass die Maple Leafs wieder zu einer Spitzenmannschaft wurden. Sein Trainer Punch Imlach sagte über ihn, dass man ihm kaum Anweisungen geben musste und er sich gewissermaßen selbst trainierte. Er fungierte als verlängerter Arm Imlachs auf dem Eis. Er spielte in einer Reihe mit Frank Mahovlich und Bob Nevin. In der Saison 1961/62 gewann er mit den Maple Leafs den fünften Stanley Cup seiner Karriere. Groß war seine Überraschung, aber auch seine Enttäuschung, als er erfuhr, dass die Leafs ihn in einem Intra-League Draft an die New York Rangers abgegeben hatten. Er weigerte sich nach New York zu gehen und obwohl die Rangers ihm zusicherten, ihn kurzfristig an ein anderes Team weiterzugeben, beendete er seine Karriere.
Als Trainer war er eine Spielzeit in der WHL bei den Vancouver Canucks, bevor er in der Saison 1967/68 als erster Trainer die Oakland Seals übernahm. Nach einer enttäuschenden Saison beendete er seine Trainerlaufbahn.
1985 wurde er mit der Aufnahme in die Hockey Hall of Fame geehrt.
Bert Olmstead starb am 16. November 2015 im Alter von 89 Jahren in High River.

## Sportliche Erfolge
- Stanley Cup: 1953, 1956, 1957, 1958 und 1962

### Persönliche Auszeichnungen
- Second All-Star Team: 1953 und 1956
- Teilnahme am NHL All-Star Game: 1953, 1956, 1957 und 1959